# オリヴェ (マイエンヌ県)
オリヴェ （Olivet）は、フランス、ペイ・ド・ラ・ロワール地域圏、マイエンヌ県のコミューン。

## 地理
ポール＝ブリレは1828年に分離するまで、オリヴェの教区の一部であった。1874年にポール＝ブリレはコミューンとなっている。

## 人口統計
| 1962年 | 1968年 | 1975年 | 1982年 | 1990年 | 1999年 | 2006年 | 2012年 |
| ------ | ------ | ------ | ------ | ------ | ------ | ------ | ------ |
| 368    | 364    | 337    | 403    | 397    | 381    | 427    | 426    |

source=1999年までLdh/EHESS/Cassini、2004年以降INSEE

## 史跡

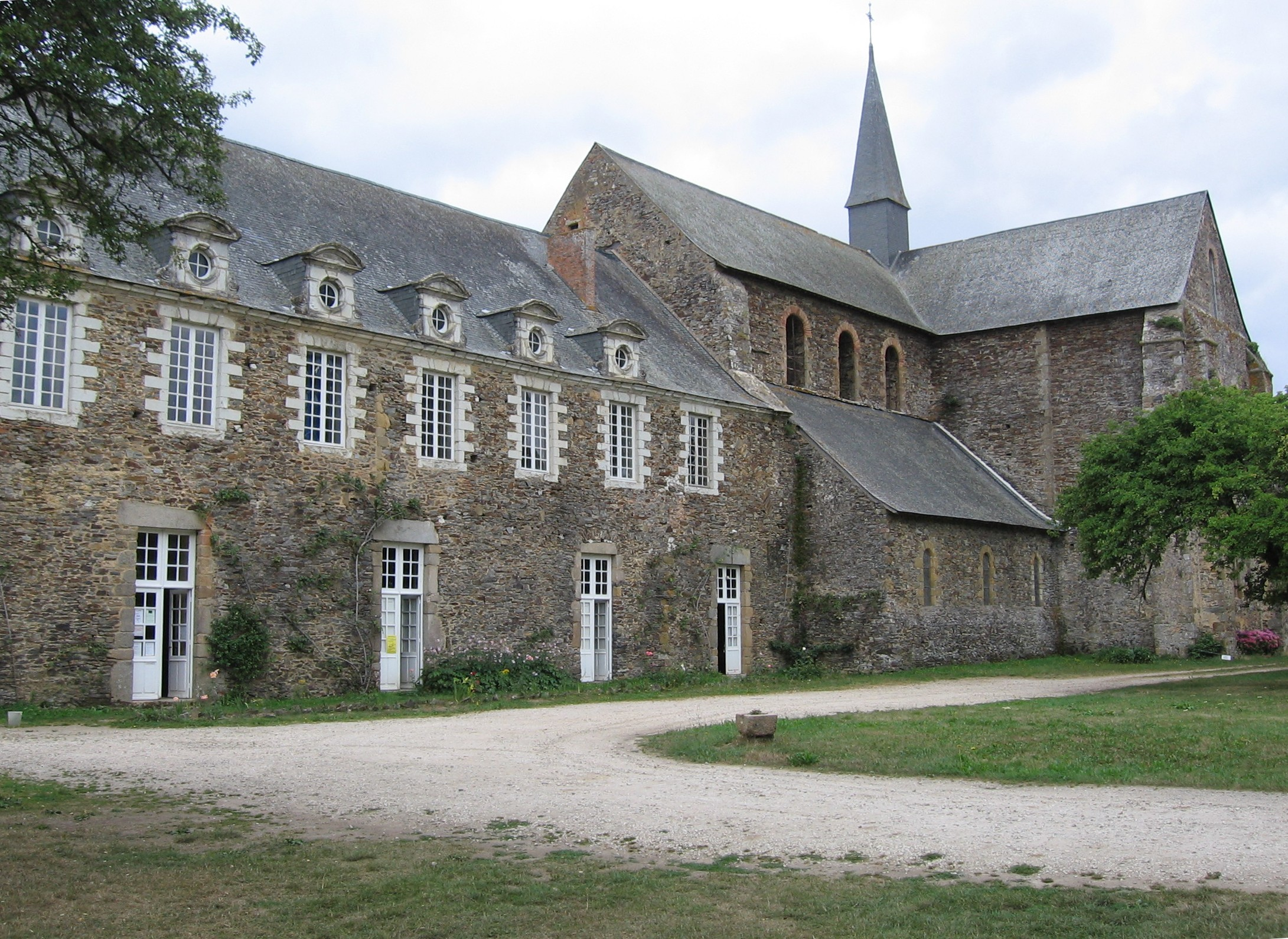
クレルモン修道院

- クレルモン修道院 - かつてのシトー会派修道院。クレルヴォー修道院の娘修道院。ラヴァル伯爵家の菩提寺となっている。
- オリヴェ城 - ブルターニュとの辺境地帯に築かれたかつての要塞。